# National Rugby League 1950
La New South Wales Rugby Football League de 1950 fue la 43.ª edición del torneo de rugby league más importante de Australia.

## Formato
Los clubes se enfrentaron en una fase regular de todos contra todos, los cuatro equipos mejor ubicados al terminar esta fase clasificaron a la postemporada.
Se otorgaron 2 puntos por el triunfo, 1 por el empate y ninguno por la derrota.

## Desarrollo

### Tabla de posiciones
| Pos. | Equipo                        | Encuentros | Encuentros | Encuentros | Encuentros | Tantos | Tantos | Tantos | Puntos |
| Pos. | Equipo                        | PJ         | PG         | PE         | PP         | F      | C      | Dif    | Puntos |
| ---- | ----------------------------- | ---------- | ---------- | ---------- | ---------- | ------ | ------ | ------ | ------ |
| 1    | South Sydney Rabbitohs        | 18         | 14         | 0          | 4          | 323    | 228    | +95    | 28     |
| 2    | Balmain Tigers                | 18         | 12         | 2          | 4          | 255    | 208    | +47    | 26     |
| 3    | Newtown Jets                  | 18         | 11         | 2          | 5          | 347    | 269    | +78    | 24     |
| 4    | Western Suburbs Magpies       | 18         | 10         | 2          | 6          | 307    | 259    | +48    | 22     |
| 5    | St. George Dragons            | 18         | 9          | 3          | 6          | 336    | 261    | +75    | 21     |
| 6    | Canterbury-Bankstown Bulldogs | 18         | 9          | 0          | 9          | 296    | 277    | +19    | 18     |
| 7    | Eastern Suburbs               | 18         | 7          | 0          | 11         | 237    | 345    | -108   | 14     |
| 8    | Manly-Warringah Sea Eagles    | 18         | 6          | 0          | 12         | 231    | 293    | -62    | 12     |
| 9    | Parramatta Eels               | 18         | 3          | 3          | 12         | 203    | 296    | -93    | 9      |
| 10   | North Sydney Bears            | 18         | 3          | 0          | 15         | 258    | 357    | -99    | 6      |

|  | Postemporada. |

### Postemporada

#### Semifinales
| 2 de septiembre | South Sydney Rabbitohs | 30 - 4 | Newtown Jets |  |  |

| 9 de septiembre | Balmain Tigers | 10 - 28 | Western Suburbs Magpies |  |  |

#### Final
| 16 de septiembre | South Sydney Rabbitohs | 21 - 15 | Western Suburbs Magpies | Sydney Sports Ground, Sídney    |  |
|                  |                        |         |                         | Asistencia: 32.373 espectadores |  |

| Bandera de Australia           |
| Campeón South Sydney Rabbitohs |
| Décimo segundo título          |